# Ministeri d'Afers Exteriors d'Espanya

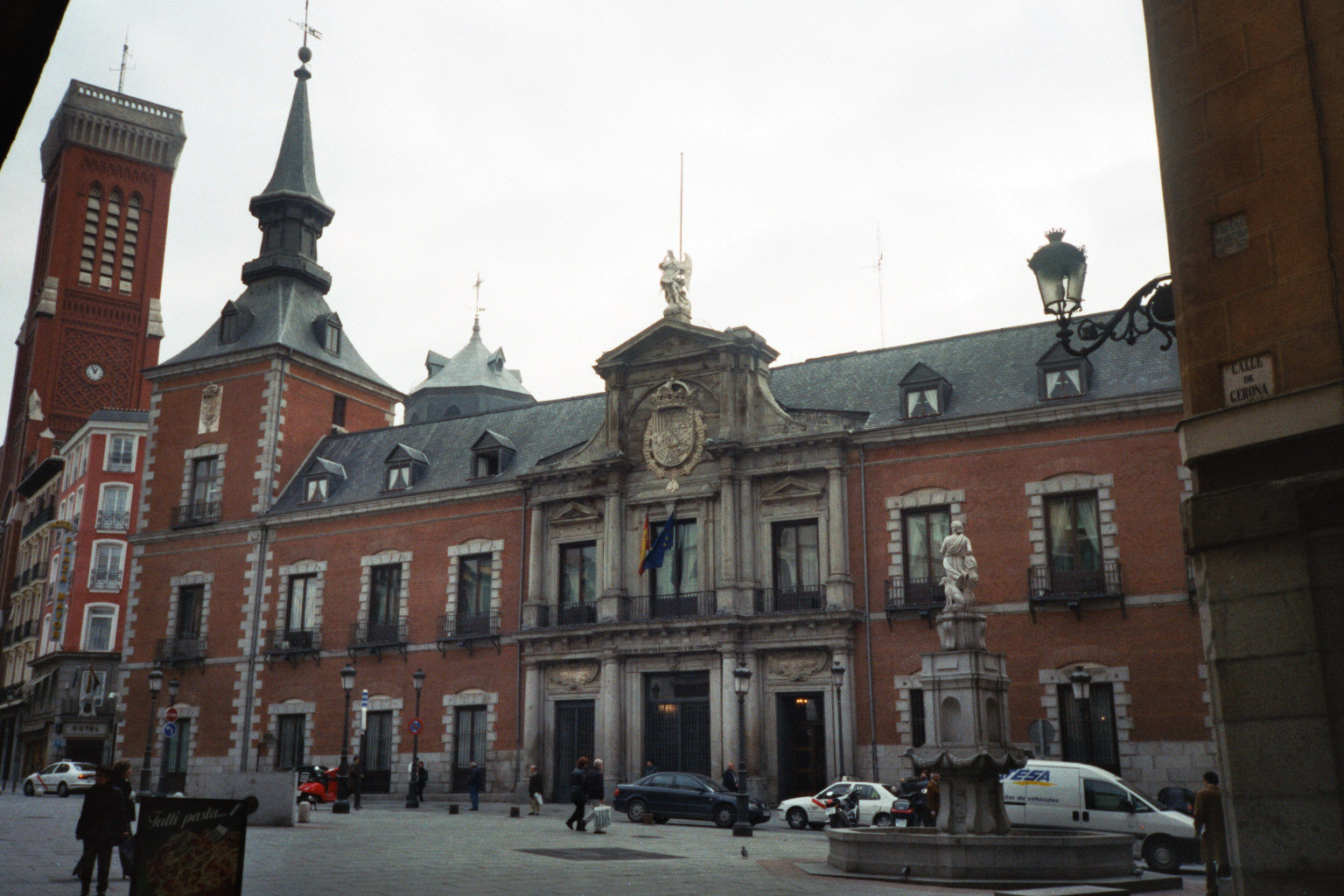
Palau de Santa Cruz, seu del Ministeri d'Afers Exteriors i Cooperació a Madrid

El Ministeri d'Afers Exteriors és un dels departaments ministerials en els quals es divideix el govern d'Espanya. Els seus inicis es remunten a l'any 1714, quan Felip V va crear la Primera Secretaria d'Estat, i a partir del 29 de novembre de 1833 va rebre el nom de Ministeri d'Estat. És encarregat de planificar, gestionar, dur a terme i avaluar les polítiques de cooperació exterior i internacional per al desenvolupament del país, prestant especial atenció a les relacionades. a la Unió Europea i Iberoamèrica, així com coordinar i supervisar totes les actuacions realitzades en aquest àmbit per la resta de Ministeris i Administracions Públiques. Així mateix, s'encarrega de promoure les relacions econòmiques, culturals i científiques internacionals, participar en la proposta i aplicació de la política migratòria, fomentar la cooperació transfronterera i interterritorial, protegir els espanyols a l'estranger i preparar, negociar i tramitar els tractats internacionals que té Espanya.
Des del juliol del 2021 José Manuel Albares Bueno és el ministre d'Afers Exteriors d'Espanya.

## Història
Les relacions internacionals neixen amb la Pau de Westfàlia el 1648, que, a més de suposar el final de la Guerra dels Trenta Anys, va suposar el reforç de l'Estat-Nació com a entitat sobirana en els seus afers interns i amb sobirania per mantenir les relacions internacionals. Els ambaixadors ja existien i a poc a poc van anar reforçant els seus deures, situant-se com a peces essencials de la política exterior, una política exterior controlada per La Corona.
Al començament del regnat de Felip V, l'any 1705, el rei va crear l'oficina de primer secretari d'estat, una mena de primer ministre encarregat de les relacions exteriors i el marquès de Grimaldo va ser nomenat primer secretari. Aquest és considerat per alguns com l'origen del Ministeri d'Afers Exteriors, però la majoria considera que la data inicial és el 30 de novembre de 1714 perquè en aquest dia, el Rei va crear quatre secretaries específiques: Estat (afers exteriors), Justícia, Guerra i Marina i Índies. Aquest dia es va crear un cinquè òrgan, la Veeduría General, responsable d'assumptes financers i de tresoreria.
El càrrec de primer secretari d'estat es va mantenir inalterable fins al primer terç del segle XIX. Després de les guerres napoleòniques, les relacions internacionals van canviar i ho fan les relacions exteriors d'Espanya. El 1833 l'Oficina va ser modificada i rebatejada com a Ministeri d'Estat, amb Francisco Cea Bermúdez com a ministre. Amb aquest canvi, Espanya es va dotar d'una institució anàloga a la que tenien la resta de nacions europees en la qual van treballar dos nous òrgans, els funcionaris consulars i els diplomàtics, que s'acabarien fusionant el 1928.

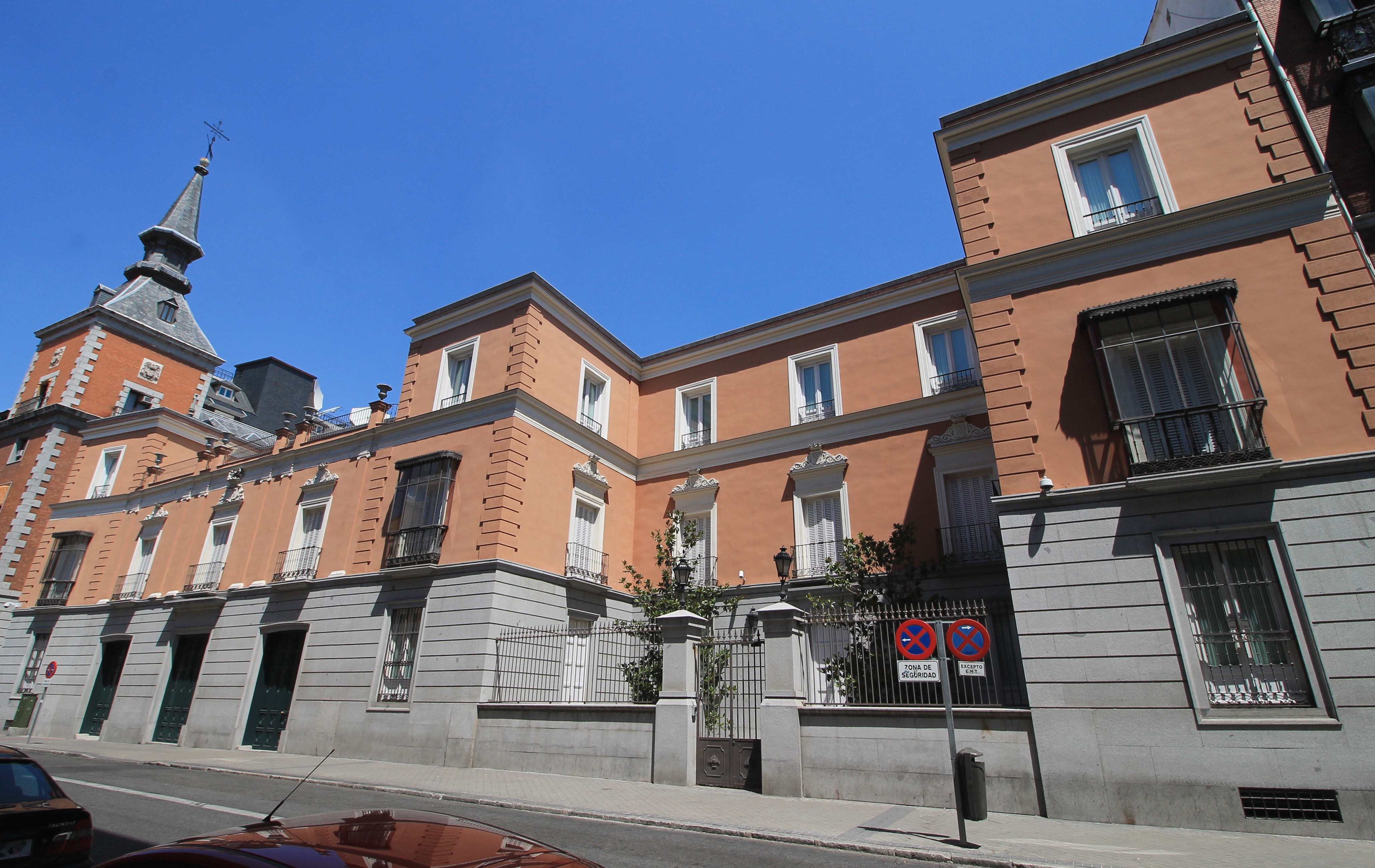
El Palau de Viana, residència oficial del ministre d'Exteriors des de 1939.

Va ser precisament l'any 1928 que el Ministeri d'Estat es va fusionar amb l'Oficina del Primer Ministre tornant a l'època en què el primer secretari d'Estat era un rei del Primer ministre amb responsabilitats d'afers exteriors. Això només va durar dos anys perquè l'any 1930 les oficines es van tornar a dividir.
Malgrat la contínua inestabilitat política espanyola, les relacions internacionals i el Ministeri es van mantenir estables, patint el canvi més gran l'any 1938 quan va passar a denominar-se Ministeri d'Afers Exteriors i l'actual seu s'estableix al Palau de Santa Creu. Un any més tard es va establir el Palau de Viana a Madrid com a residència oficial del ministre d'Afers Exteriors i l'any 1942 es va crear l'Escola Diplomàtica. Durant la transició espanyola a la democràcia, el Ministeri d'Afers Exteriors va ser una institució fonamental, ja que s'encarregava de transmetre al món el canvi polític que estava vivint la societat espanyola i de promoure les relacions amb Iberoamèrica i altres regions prioritàries per a la política exterior espanyola.
Una altra funció important que va assumir el Ministeri durant aquest període va ser la gestió de l'entrada a la Comunitat Europea. Durant el curt període de 1979-1981 les responsabilitats en matèria d'afers exteriors van ser compartides entre el Ministeri d'Afers Exteriors i el Ministeri de Relacions amb les Comunitats Europees (que es va centrar principalment en les negociacions per a l'entrada) i després de 1981 el segon es va fusionar amb el primer Ministeri com a una Secretaria d'Estat.
L'any 1988 es va crear l'Agència Espanyola de Cooperació Internacional per al Desenvolupament (AECID) i en aquest sentit l'any 2004 el Ministeri va passar a denominar-se «Ministeri d'Afers Exteriors i Cooperació» amb l'objectiu de destacar el paper d'Espanya com a país compromès amb el suport dels pobles més desfavorits mitjançant la cooperació per al desenvolupament. L'any 2000 la seu es va traslladar a un edifici de 50.455 metres quadrats a Madrid, però per problemes ambientals i de condicionament va fer que el 2004-2005 tornés al Palau de Santa Cruz.
El darrer canvi es va produir l'any 2018, passant a ser el «Ministeri d'Afers Exteriors, Unió Europea i Cooperació», destacant així la vocació europeista d'Espanya i la importància primordial que la política exterior espanyola atorga, a través d'aquest Ministeri, a la Unió Europea.
El gener de 2022, el ministeri va obrir la seva nova seu principal a la plaça del Marquès de Salamanca.

## Funcions
Actualment, és l'òrgan de l'Administració General de l'Estat que té encomanada la realització de les següents funcions:
- Planificar, dirigir, executar i avaluar la política exterior de l'Estat.
- Concertar i potenciar les relacions d'Espanya amb altres estats i amb les organitzacions internacionals.
- Fomentar les relacions econòmiques, culturals i científiques d'Espanya.
- Dirigir la política de cooperació internacional per al desenvolupament
- Exercir la protecció dels ciutadans espanyols en l'exterior i participar en la proposta i aplicació de la política d'estrangeria.

El Servei d'Exteriors està format per més de 215 missions diplomàtiques a tot el món, incloses ambaixades, consolats i altres instal·lacions. Sense incloure les 48 unitats de cooperació de l'AECID i els 87 centres de l'Institut Cervantes.

## Llista de ministres d'afers exteriors d'Espanya
Ministres d'estat
- Dictadura de Primo de Rivera
  - 1923 - 1925: Miguel Primo de Rivera
  - 1925- 1927: José de Yanguas Messía
  - 1927- 1930: Miguel Primo de Rivera
  - 1930: Dámaso Berenguer
  - 1930- 1931: Jacobo Fitz-James Stuart Falcó Portocorarrero y Osorio
  - 1931: Álvaro de Figueroa y Torres

- Segona República Espanyola (1931 - 1939)
  - 1931: Alejandro Lerroux García
  - 1931- 1933: Luis de Zulueta y Escolano
  - 1933: Fernando de los Ríos
  - 1933- 1933: Claudio Sánchez-Albornoz
  - 1933- 1934: Leandro Pita Romero
  - 1934: Juan José Rocha García
  - 1934- 1935: Ricardo Samper Ibáñez
  - 1935- 1935: Alejandro Lerroux García
  - 1935: José Martínez de Velasco
  - 1935- 1936: Joaquín Urzáiz Cadaval
  - 1936: Augusto Barcia Trelles
  - 1936: Justino de Azcárate y Flórez
  - 1936: Augusto Barcia Trelles
  - 1936- 1937: Julio Álvarez del Vayo
  - 1937- 1938: José Giral Pereira
  - 1938- 1939: Julio Álvarez del Vayo

Ministres d'afers exteriors
- Franquisme (1939 - 1975)
  - 1938- 1939: Francisco Gómez-Jordana Sousa
  - 1939- 1940: Juan Luis Beigbeder Atienza
  - 1940- 1942: Ramón Serrano Suñer
  - 1942- 1944: Francisco Gómez-Jordana Sousa
  - 1944- 1945: José Félix de Lequerica Erquiza
  - 1945- 1957: Alberto Martín-Artajo Álvarez
  - 1957- 1969: Fernando María de Castiella Maíz
  - 1969- 1973: Gregorio López-Bravo de Castro
  - 1973- 1974: Laureano López Rodó
  - 1974- 1975: Pedro Cortina Mauri

- Transició espanyola (1975 - 1977)
  - 1975- 1976: José María de Areilza
  - 1976- 1977: Marcelino Oreja Aguirre

### Ministres d'afers exteriors des del 1977
| #                                                | Legislatura | Nom                             | Nom                                  | Inici mandat           | Fi mandat              | Partit polític | Partit polític                   |
| ------------------------------------------------ | ----------- | ------------------------------- | ------------------------------------ | ---------------------- | ---------------------- | -------------- | -------------------------------- |
| Ministeri d'Afers Exteriors (1977-2004)          |             |                                 |                                      |                        |                        |                |                                  |
| 1                                                | Constituent |                                 | Marcelino Oreja Aguirre              | 4 de juliol de 1977    | 9 de setembre de 1980  |                | Unió de Centre Democràtic        |
| 1                                                | I           |                                 | Marcelino Oreja Aguirre              | 4 de juliol de 1977    | 9 de setembre de 1980  |                | Unió de Centre Democràtic        |
| 2                                                |             | José Pedro Pérez Llorca         | 9 de setembre de 1980                | 2 de desembre de 1982  |                        |                | Unió de Centre Democràtic        |
| 3                                                | II          |                                 | Fernando Morán López                 | 2 de desembre de 1982  | 5 de juliol de 1985    |                | Partit Socialista Obrer Espanyol |
| 4                                                | II          |                                 | Francisco Fernández Ordóñez          | 2 de desembre de 1982  | 24 de juny de 1992     |                | Partit Socialista Obrer Espanyol |
| 4                                                | III         |                                 | Francisco Fernández Ordóñez          | 2 de desembre de 1982  | 24 de juny de 1992     |                | Partit Socialista Obrer Espanyol |
| 4                                                | IV          |                                 | Francisco Fernández Ordóñez          | 2 de desembre de 1982  | 24 de juny de 1992     |                | Partit Socialista Obrer Espanyol |
| 5                                                |             | Javier Solana Madariaga         | 24 de juny de 1992                   | 19 de desembre de 1995 |                        |                | Partit Socialista Obrer Espanyol |
| 5                                                | V           | Javier Solana Madariaga         | 24 de juny de 1992                   | 19 de desembre de 1995 |                        |                | Partit Socialista Obrer Espanyol |
| 6                                                |             | Carlos Westendorp Cabeza        | 19 de desembre de 1995               | 4 de maig de 1996      |                        |                | Partit Socialista Obrer Espanyol |
| 7                                                | VI          |                                 | Abel Matutes Juan                    | 5 de maig de 1996      | 27 d'abril de 2000     |                | Partit Popular                   |
| 8                                                | VII         |                                 | Josep Piqué i Camps                  | 28 d'abril de 2000     | 10 de juliol de 2002   |                | Partit Popular                   |
| 9                                                | VII         |                                 | Ana Palacio Vallelersundi            | 10 de juliol de 2002   | 18 d'abril de 2004     |                | Partit Popular                   |
| Ministeri d'Afers Exteriors i Cooperació (2004-) |             |                                 |                                      |                        |                        |                |                                  |
| 10                                               | VIII        |                                 | Miguel Ángel Moratinos Cuyaubé       | 18 d'abril de 2004     | 20 d'octubre de 2010   |                | Partit Socialista Obrer Espanyol |
| 10                                               | IX          |                                 | Miguel Ángel Moratinos Cuyaubé       | 18 d'abril de 2004     | 20 d'octubre de 2010   |                | Partit Socialista Obrer Espanyol |
| 11                                               |             | Trinidad Jiménez García-Herrera | 20 d'octubre de 2010                 | 22 de desembre de 2011 |                        |                | Partit Socialista Obrer Espanyol |
| 12                                               | X           |                                 | José Manuel García-Margallo y Marfil | 22 de desembre de 2011 | 3 de novembre de 2016  |                | Partit Popular                   |
| 12                                               | XI          |                                 | José Manuel García-Margallo y Marfil | 22 de desembre de 2011 | 3 de novembre de 2016  |                | Partit Popular                   |
| 13                                               | XII         |                                 | Alfonso María Dastis Quecedo         | 4 de novembre de 2016  | 7 de juny de 2018      |                | Partit Popular                   |
| 14                                               | XII         |                                 | Josep Borrell i Fontelles            | 7 de juny de 2018      | 29 de novembre de 2019 |                | Partit Socialista Obrer Espanyol |
| 15                                               | XIII        |                                 | Margarita Robles (interina)          | 29 de novembre de 2019 | 13 de gener de 2020    |                | Partit Socialista Obrer Espanyol |
| 16                                               | XIV         |                                 | Arancha González Laya                | 13 de gener de 2020    | 11 de juliol de 2021   |                | Partit Socialista Obrer Espanyol |
| 17                                               | XIV         |                                 | José Manuel Albares Bueno            | 12 de juliol de 2021   | Al càrrec              |                | Partit Socialista Obrer Espanyol |